# Glecaprevir/pibrentasvir
Glecaprevir/pibrentasvir (G/P), comercializado bajo las marcas Mavyret y Maviret, es un medicamento combinado de dosis fija que se usa para tratar la hepatitis C.  Contiene glecaprevir y pibrentasvir. Actúa contra los seis tipos de hepatitis C,y a las doce semanas de tratamiento, entre el 81 % y el 100 % de las personas no presentan signos de hepatitis C.Se toma una vez al día por vía oral con alimentos.
Los efectos secundarios más comunes son dolor de cabeza, diarrea y fatiga. En las personas con antecedentes de hepatitis B puede producirse una reactivación. No se recomienda en personas con enfermedad hepática de moderada a grave. Glecaprevir actúa bloqueando la proteína proteasa NS3 / 4A, mientras que el pibrentasvir actúa bloqueando NS5A.
La combinación fue aprobada para uso médico en los Estados Unidos y Europa en 2017. Está en la Lista de Medicamentos Esenciales de la Organización Mundial de la Salud. En Estados Unidos, un tratamiento cuesta aproximadamente 27.600 dólares a partir de 2019. En el Reino Unido, esta cantidad le cuesta al NHS aproximadamente 26.000 libras esterlinas  a partir de 2018.